# А’Курт, Алан
А́лан А’Ку́рт (англ. Alan A'Court; 30 сентября 1934, Рейнхилл, Сейнт-Эленс, Мерсисайд — 14 декабря 2009, Нантвич, Восточный Чешир) — английский футболист, полузащитник, который бо́льшую часть своей карьеры провёл в «Ливерпуле».

## Жизнь и карьера
Родившийся в Рейнхилле, пригороде небольшого городка Сейнт-Эленс, расположенного в Мерсисайде недалеко от Ливерпуля, А’Курт начал выступать за любительский клуб «Прескот Кейблс» прежде, чем его заметил менеджер «Ливерпуля» Дон Уэлш, который в сентябре 1952 года, опередив «Болтон» и «Эвертон», подписал Алана в состав «красных». Дебют А’Курта состоялся 7 февраля 1953 года в гостевом поединке против «Мидлсбро». В этой игре его новая команда смогла взять два очка, обыграв хозяев со счётом (3:2). Месяц спустя Алан забил свой первый гол за «Ливерпуль» — 14 марта на «Энфилде» со счётом (2:0) был обыгран «Сандерленд».
В следующем сезоне А’Курт сыграл за «Ливерпуль» в 16 матчах, однако не смог помочь «красным» избежать вылета во второй дивизион. В первый же сезон, проведённый клубом во втором эшелоне английского первенства, А’Курт закрепился в основном составе, сыграв 33 матча в лиге и кубке. Он оставался верен клубу даже несмотря на то, что «Ливерпуль» никак не мог вернуться в первый дивизион. Свой двухсотый матч за клуб А’Курт провёл, когда ему было всего 24 года и 89 дней, став таким образом самым молодым игроком в истории «Ливерпуля», который достиг этой отметки. Это его достижение и по сей день не покорилось никому.
Хотя он и выступал за клуб из второго дивизиона, своей игрой А’Курт привлёк внимание главного тренера сборной Англии Уолтера Уинтерботтома, который искал игрока, способного заменить травмированного Тома Финни. Уинтерботтом предоставил шанс молодому левому вингеру, который дебютировал в матче чемпионата Великобритании против сборной Северной Ирландии на «Уэмбли». Гол, забитый А’Куртом, не помог англичанам избежать поражения на своём поле со счётом 2:3, однако Алан получил приглашение принять участие в чемпионате мира, который в 1958 году состоялся в Швеции. Он провёл за сборную все три матча на этом турнире. Англичане не смогли добиться успеха, сыграв вничью с бразильцами (0:0) и австрийцами (2:2) и проиграв сборной СССР (0:1), однако это не умаляет достижений А’Курта, который по-прежнему представлял команду из второго дивизиона своей страны.
Его верность «Ливерпулю» принесла свои плоды, когда в 1962 году клуб под руководством Билла Шенкли выиграл первенство второго дивизиона, опередив на восемь очков занявший второе место «Лейтон Ориент» (при том, что тогда давали только по два очка за каждую победу), и вернулся в элиту. В первый сезон после возвращения в первый дивизион Алан сыграл 23 матча за «Ливерпуль» и помог ему занять восьмое место.
Из-за большого количества травм Алан пропустил целый сезон 1963/64, в котором «Ливерпуль» стал чемпионом Англии. Это вынудило Шенкли подписать из «Престон Норт Энд» Питера Томпсона, а Алану А’Курту, который провёл всю свою карьеру в «Ливерпуле», разрешили искать себе новый клуб. Последним матчем Алана за «красных» стал поединок против исландского «Рейкьявика» — эта игра была для «красных» первым домашним матчем в еврокубках, и «Ливерпуль» выиграл его со счётом (6:1).
В октябре 1964 года Алан присоединился к «Транмир Роверс». Позднее А’Курт был играющим тренером «Норвич Сити», а также успел поработать на различных тренерских постах по всему миру, в том числе в Замбии и Новой Зеландии, был ассистентом главного тренера в «Сток Сити» и некоторое время даже руководил этой командой после увольнения предыдущего менеджера. После этого он работал ассистентом главного тренера в «Кру Александра». Окончательно завершив спортивную карьеру, Алан держал табачную и газетную лавки на границе Бебингтона и Беркенхеда в Мерсисайде.

### Матчи Алана А’Курта за сборную Англии
| № | Дата           | Место проведения      | Соперник          | Счёт | Голы | Соревнование                      |
| - | -------------- | --------------------- | ----------------- | ---- | ---- | --------------------------------- |
| 1 | 6 ноября 1957  | Уэмбли, Лондон        | Северная Ирландия | 2:3  | 1    | Домашний чемпионат Великобритании |
| 2 | 11 июня 1958   | Уллеви, Гётеборг      | Бразилия          | 0:0  | —    | ЧМ-1958                           |
| 3 | 15 июня 1958   | Рюаваллен, Бурос      | Австрия           | 2:2  | —    | ЧМ-1958                           |
| 4 | 17 июня 1958   | Уллеви, Гётеборг      | СССР              | 0:1  | —    | ЧМ-1958                           |
| 5 | 26 ноября 1958 | Вилла Парк, Бирмингем | Уэльс             | 2:2  | —    | Домашний чемпионат Великобритании |

Итого: матчей — 5 / голов — 1; побед — 0, ничьих — 3, поражений — 2

## Достижения
- Чемпион второго дивизиона: 1961/62